# 德西默斯·伯顿
德西默斯·伯顿 FRS FRSA FSA FRIBA （Decimus Burton；1800年9月30日—1881年12月14日）是维多利亚时代重要的英国建筑师和园艺师之一，擅长罗马复兴、希腊复兴、新古典主义和摄政风格建筑。他是英國皇家建築師協會的创始成员和副主席，从1840年成为皇家植物学会的建筑师，也是伦敦雅典娜俱乐部的早期成员。伯顿本人也是伦敦上流社会的一员，是维多利亚公主（未来的维多利亚女王）的好友。
伯顿的作品包括海德公园角、格林公园、圣詹姆斯公园、摄政公园等等。滨海圣莱昂纳茨、 弗利特伍德、福克斯通、皇家唐橋井这几个小镇也是他设计的。

## 生平
他是富有的伦敦房地产开发商詹姆斯·伯顿和劳顿的伊丽莎白·韦斯特利（Elizabeth Westley；1761年12月12日-1837年1月14日）的第十个孩子。他的祖父威廉·哈利伯顿（William Haliburton；1731–1785）也是一名伦敦房地产开发商，有苏格兰血统。
他出生在布卢姆茨伯里新建的南安普顿联排（Southampton Terrace），1805年起在他父亲位于肯特郡的马波顿庄园（Mabledon House）中生活、长大。这座庄园由其父于1804年购地自建，伯顿长大后又多次对其进行了扩建。
他在建筑上受教于父亲，乔治·马多克斯教过他绘画。1815年，父子二人设计建造了小镇滨海圣莱昂纳茨（St Leonards-on-Sea）。在为父亲工作期间，他参与了圣詹姆斯的设计和施工。
他于1816年离开汤布里奇学校，并于1817年直接就读皇家艺术研究院，成为学院最年轻的学生，这受益于父亲的社会地位。西德尼·斯默克是他的同学 ，二人后来曾一起修复圣殿教堂。威廉·泰特也是他的同学。约翰·索恩是他的老师。
他通过父亲结识了约翰·纳什。詹姆斯·伯顿资助了约翰·纳什的摄政公园的建设项目，纳什因此同意帮德西默斯提升他的履历。德西默斯于1815年进入纳什的事务所，与奥古斯都·普金一起工作。
1821年，德西默斯开始自己创业，并得到纳什的邀请参与设计摄政公园的康沃尔排屋（Cornwall Terrace）。此外，德西穆斯还受摄政王、汉弗莱·戴维和纳什的密友乔治·贝拉斯·格里诺的邀请设计了摄政公园的格罗夫别墅（Grove House）。别墅竣工后，被《英国皇家学会论文集》（The Proceedings of the Royal Society）被称赞为当代“最优雅和最成功的”希腊风格复兴设计。

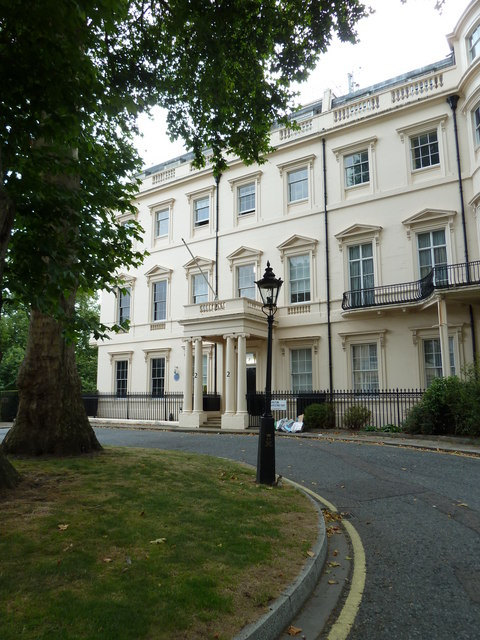
卡尔顿府联排

德西默斯还是卡尔顿府联排的主要设计师，联排的三号和四号由他设计。海德公园、格林公园和圣詹姆斯公园的翻修始于1825年，由德西默斯·伯顿负责。1829年，伯顿还设计了伦敦动物园。
1830年代，在新议会大厦的设计竞赛中，新哥特式风格的主要倡导者奥古斯都·普金开始大肆攻击新古典主义的支持者伯顿，后者的薪酬甚至因此受到影响。
1869年，德西默斯·伯顿退休，在肯辛頓格洛斯特花园和滨海圣莱昂纳茨养老。他从未结婚也没有子嗣，1881年12月在肯辛顿格洛斯特路1号去世，与他的兄弟亨利·伯顿和妹妹杰西·伯顿一起被埋葬在肯萨尔格林公墓，他是他的兄弟姐妹中最后一个去世的。2001年，他的陵墓成为二级登录建筑。

## 收藏
他是一位博学家。他去世后遗产的拍卖目录列出了347件藏品，见证了他广泛的兴趣。目录包含135卷完整的卡姆登学会论文集、70卷的《自然史》、大量地形图、乔瓦尼·巴蒂斯塔·皮拉内西全集等等。
他的大部分藏书和手稿都留给了他亲戚。主要受益人是他的侄子阿尔弗雷德·亨利·伯顿（Alfred Henry Burton，1917年去世） 和他的两个未婚侄女海伦和艾米莉·简·伍德（Emily Jane Wood），他们旋即将其卖掉。此外，他还有一些藏品赠给了维多利亚和阿尔伯特博物馆。

## 扩展阅读
- Arnold, Dana. .  線上版. 牛津大學出版社. doi:10.1093/ref:odnb/4125. 需要订阅或英国公共图书馆会员资格
- Murphy, Douglas. . Apollo: The International Art Magazine. 26 March 2018  [1 April 2018]. （原始内容存档于2022-10-14）.
- RIBA: British Architectural Library. . RIBA, London. 2001.
- Miller, Philip. . 1981.
- National Archives, Kew. . Collection of documents and letters relating to James and Decimus Burton, from family donations. held at Hastings Museum and Art Gallery.   [2022-09-27]. （原始内容存档于2022-09-29）.
- Summerson, John.  revised. Harmondsworth: Penguin Books. 1962.
- Pevsner, Nikolaus; Nairn, Ian. . The Buildings of England. Harmondsworth: Penguin Books. 1965.
- . 1066 online Hastings & St Leonards the online guide.   [2022-09-27]. （原始内容存档于2022-09-29）.
- (PDF). Proceedings of the Royal Society of London. 1883, 34 (220–223): 220–223. doi:10.1098/rspl.1882.0002 .[]